# Charlotte Voss
Charlotte Claire Voss (* 18. Mai 1911 in Wilmersdorf; † 22. Juni 1999 in Hamburg) war eine deutsche Malerin und Dozentin.

## Leben und Wirken
Charlotte Voss stammte aus einer Berliner Kaufmannsfamilie. Ihre Eltern legten ihr nahe, nach dem Abitur 1931 eine kaufmännische Berufsausbildung im Familienbetrieb zu absolvieren. 1933/34 nahm sie Unterricht an der Kunstgewerbe- und Handwerkerschule Charlottenburg bei Max Kaus und Hans Orlowski. Von 1936 bis 1938 erhielt sie Privatunterricht bei Karl Kluth in Hamburg. In der Zeit des Nationalsozialismus war sie obligatorisch Mitglied der Reichskammer der bildenden Künste. Es ist jedoch lediglich ihre Teilnahme an der Herbstausstellung Hamburger Künstler 1941 belegt. Von 1936 bis 1942 arbeitete sie als Porträtzeichnerin für mehrere Zeitungen. Von 1942 bis 1945 gab sie als Kunsterzieherin Unterricht am Landerziehungsheim Marienau und unterrichtete ab 1946 privat. 1954 übernahm sie die 1891 von Gerda Koppel gegründete Malschule in Hamburg, die seitdem den Titel „Schule für freie Malerei und Graphik“ trägt. Die Schulleitung übernahm 1956 Heidi Pulley Boyes, die als Meisterschülerin bei Voss gelernt hatte.
1956 erhielt Voss einen Ruf der Fachhochschule Hamburg, an deren Fachbereich Gestaltung sie bis 1977 eine Grundklasse für Malerei und Zeichnen unterrichtete. Im Alter arbeitete sie als Mitglied des Bundesverbandes Bildender Künstlerinnen und Künstler in Hamburg verstärkt selbst künstlerisch. Außerdem engagierte sie sich lebenslang sozial: Seit den 1970er Jahren leitete sie eine Gesprächsgruppe in der JVA Neuengamme. Dort lernte sie einen straffällig gewordenen Jugendlichen kennen, den sie mit hohem finanziellen und persönlichem Engagement unterstützte und dem Ende der 1970er und Anfang der 1980er Jahre die Resozialisierung gelang. Außerdem engagierte sie sich im Naturschutzbund, darunter für den Schutz des „Lokstedter Wäldchens“ und den Aufbau neuer Unterkünfte für Fledermäuse im Altonaer Volkspark. Als Autorin schrieb Voss Beiträge für Natur und wir und Biologie einmal anders, die als Handzettel verteilt wurden.
Im Auftrag von Hagenbecks Tierpark zeichnete Voss naturkundlich mehrere Dinosaurier. Daraus entstand 1986 das Buch Der Ahn – Eine alte Geschichte in Bildern und Worten, das sie selbst verlegte. In diesem Werk beschrieb sie ein einzelgängerisches Phantasie-Tier, das in der Welt der Dinosaurier aufwächst.
Charlotte Voss wurde in Hamburg-Billstedt auf dem Öjendorfer Friedhof beigesetzt.

## Werke
Charlotte Voss malte basierend auf den Grundlagen des Im- und Expressionismus. Sie legte großen Wert auf die Gegenständlichkeit des Motives, wodurch ihre Bilder auffallend unterschiedlich erscheinen. Sie selbst schrieb über ihre Arbeitsweise im Lexikon Künstler in Hamburg: „Farbe als Bedeutungsträger für den Inhalt. (Allegorie und Symbolik ist nicht damit gemeint.) Auf jeden Fall Wahrung der malerischen Qualität.“ Ihre Bilder zeigen Porträts und Motive in Hamburg, das Watt, Meere und Gebirge, Tiere und wilde Pflanzen und, wie sie selbst sagte, „menschliche Situationen – Mensch und Mensch sowie Mensch und Tier.“ Einzelne Werke erinnern an surrealistische Träume oder thematisieren weltanschaulich-philosophische Dinge wie den Generationenkonflikt.
Die Bilder von Charlotte Voss wurden auf vielen Einzelausstellungen gezeigt, darunter in Hannover, im Schloss Eldingen im Landkreis Celle, in Minden, Bielefeld, Berlin, Störkathen, Friedrichstadt und wiederholt in Hamburg. Ihre letzte Ausstellung fand 1997 im Hamburger Elysee Hotel statt.